# Singel
Un singel désigne, aux Pays-Bas et en Belgique, un canal qui entoure le centre historique d'une ville. Ainsi le Singel d'Amsterdam, l'ancien Singel de Leyde, de Deventer, d'Utrecht, d'Anvers...

## Étymologie
« Singel », littéralement « circonférence », est un vieux mot néerlandais désignant un « cercle » ou une « ceinture » mais peut par extension être traduit par « boulevard » ou « avenue » pour une rue faisant le tour d'une ville.
Le mot est dérivé du vieux français « cengle » et du latin « cingulum », mot que l'on peut rapprocher du terme allemand umzingeln (voulant dire « entourer »).

## Caractéristiques
Ces anciens fossés de remparts médiévaux ont ensuite servi aux transport de marchandises.
Un singel est distinct d'un gracht, terme réservé aux canaux pénétrant au cœur de l'espace urbain. 
Actuellement, formant une coulée verte, le singel est un atout touristique indéniable. Il peut être bordé de portes, vestiges des anciens remparts de la cité. Ceux de Leyde et Utrecht, notamment, présentent un intérêt historique important.

## Galerie

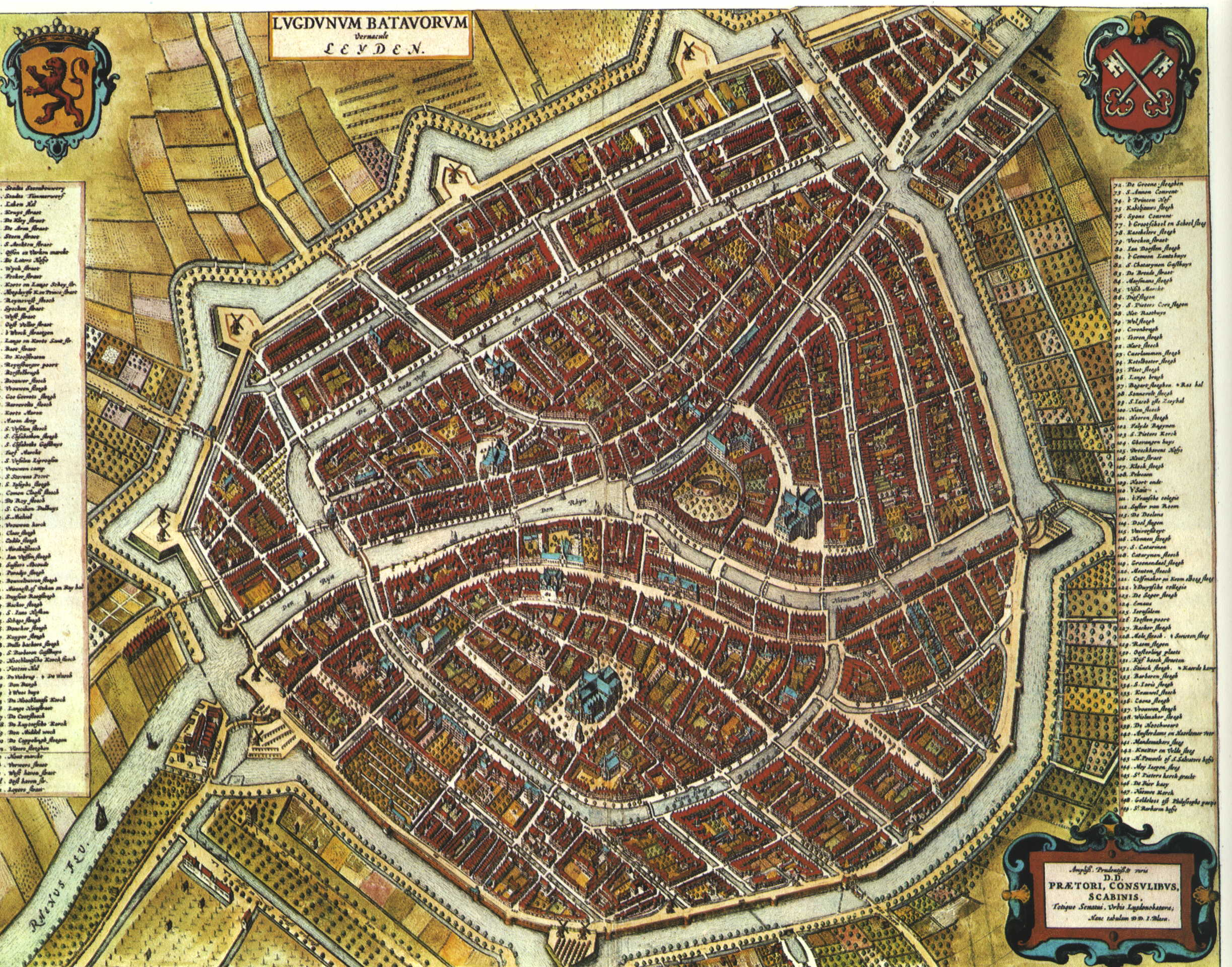
Représentation de Leyde vers 1650.
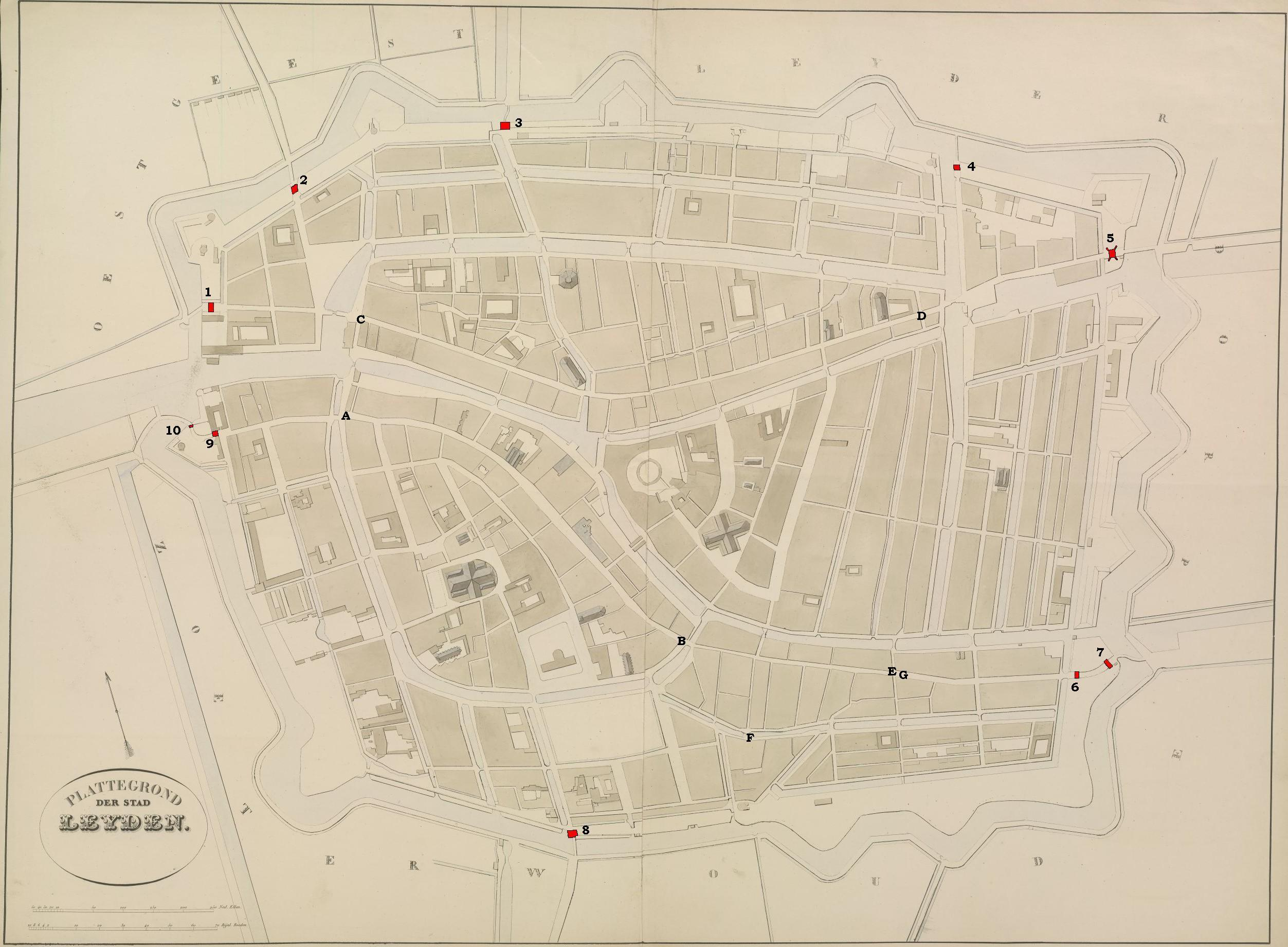
Leyde vers 1860, avec la position des portes délimitant le centre historique.
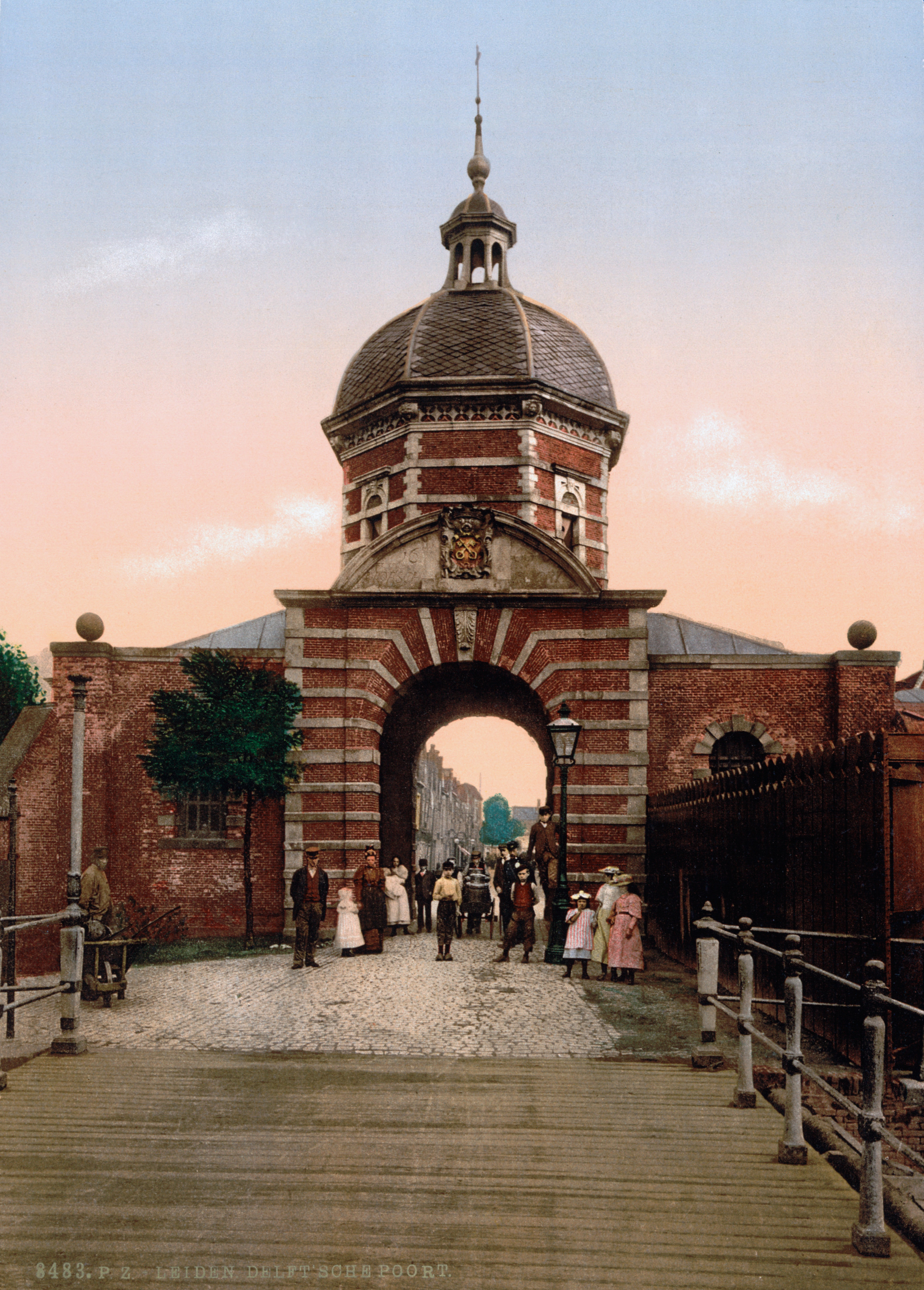
Porte de Delft à Leyde vers 1900.
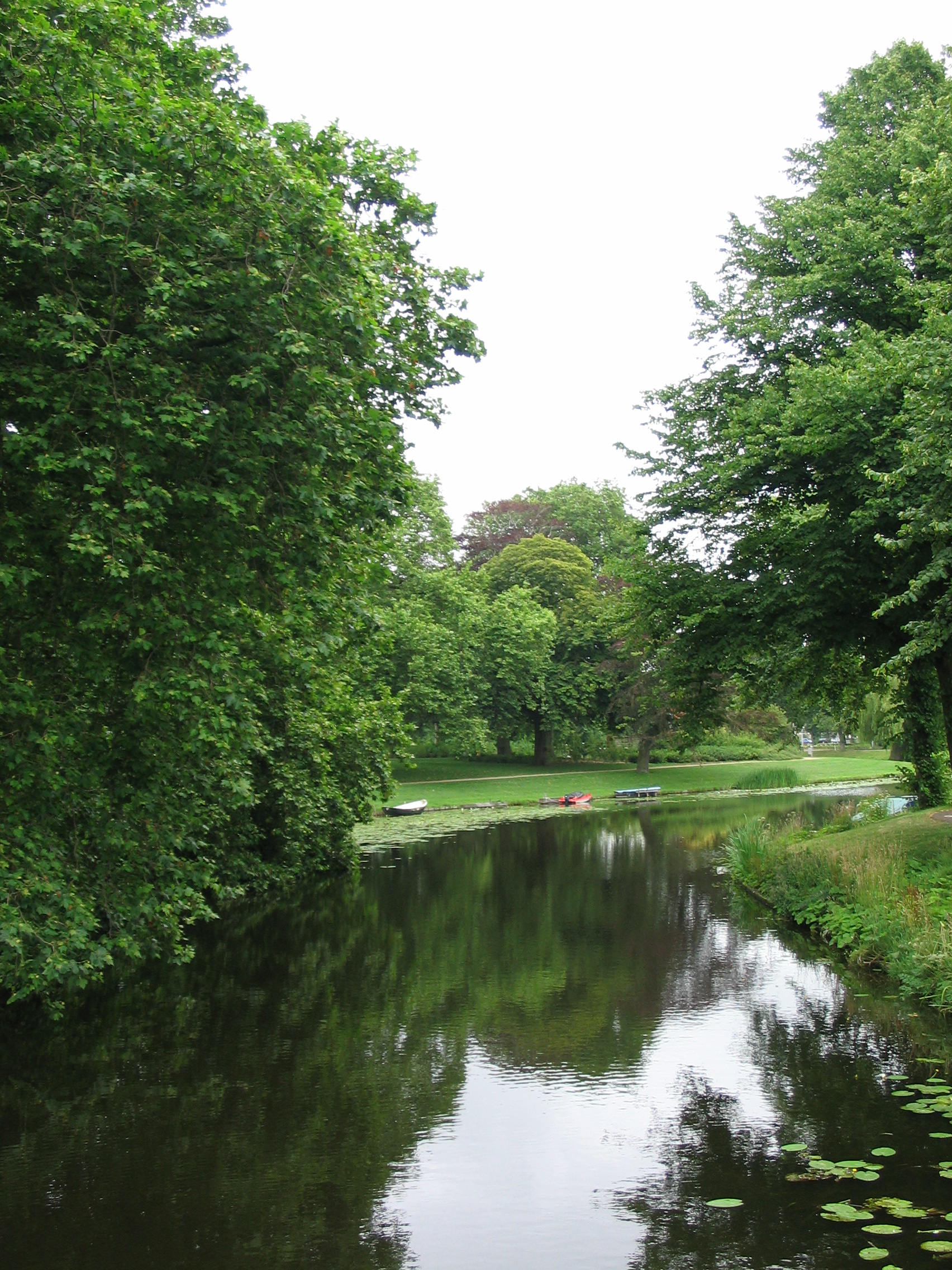
Aspect actuel du singel de Leyde.